# Портопало ди Капо Пасеро
Портопа̀ло ди Ка̀по Па̀серо (на италиански: Portopalo di Capo Passero, на сицилиански Puortupalu, Пуортупалу) е град и община в южна Италия, провинция Сиракуза, автономен регион Сицилия. Разположено е на 20 m надморска височина. Населението на общината е 3695 души (към 2009 г.).
Това е най-южната общината в провинция Сиракуза и в остров Сицилия (не в сицилианския регион).